# Brasilaphthona frontalis
Brasilaphthona frontalis es un coleóptero de la familia Chrysomelidae.
Fue descrita científicamente por primera vez en 1876 por Harold.